# Francesco Pio Esposito
Francesco Pio Esposito (Castellammare di Stabia, Italia, 28 de junio de 2005) es un futbolista italiano que juega de delantero en el Inter de Milán de la Serie A.
Es el hermano menor del mediocampista Salvatore Esposito y del también delantero Sebastiano Esposito. Con su hermano Sebastiano, comparte plantel en el Inter de Milán.

## Estadísticas

### Clubes
Actualizado al último partido disputado el 25 de junio de 2025.
| Club                    | Div.          | Temporada     | Liga  | Liga  | Liga   | Copas nacionales | Copas nacionales | Copas nacionales | Copas internacionales | Copas internacionales | Copas internacionales | Total | Total | Total  |
| Club                    | Div.          | Temporada     | Part. | Goles | Asist. | Part.            | Goles            | Asist.           | Part.                 | Goles                 | Asist.                | Part. | Goles | Asist. |
| ----------------------- | ------------- | ------------- | ----- | ----- | ------ | ---------------- | ---------------- | ---------------- | --------------------- | --------------------- | --------------------- | ----- | ----- | ------ |
| Spezia Calcio · Italia  | 2.ª           | 2023-24       | 38    | 3     | 0      | 1                | 0                | 0                | —                     | —                     | —                     | 39    | 3     | 0      |
| Spezia Calcio · Italia  | 2.ª           | 2024-25       | 39    | 19    | 3      | 1                | 0                | 0                | —                     | —                     | —                     | 40    | 19    | 3      |
| Spezia Calcio · Italia  | Total club    | Total club    | 77    | 22    | 3      | 2                | 0                | 0                | 0                     | 0                     | 0                     | 79    | 22    | 3      |
| Inter de Milán · Italia | 1.ª           | 2024-25       | 0     | 0     | 0      | 0                | 0                | 0                | 2                     | 1                     | 1                     | 2     | 1     | 1      |
| Inter de Milán · Italia | Total club    | Total club    | 0     | 0     | 0      | 0                | 0                | 0                | 2                     | 1                     | 1                     | 2     | 1     | 1      |
| Total carrera           | Total carrera | Total carrera | 77    | 22    | 3      | 2                | 0                | 0                | 2                     | 1                     | 1                     | 81    | 23    | 4      |

## Palmarés

### Distinciones individuales
| Distinción                                                             | Año  |
| ---------------------------------------------------------------------- | ---- |
| Jugador del partido vs River Plate - Copa Mundial de Clubes de la FIFA | 2025 |